# Thai Vietjet Air

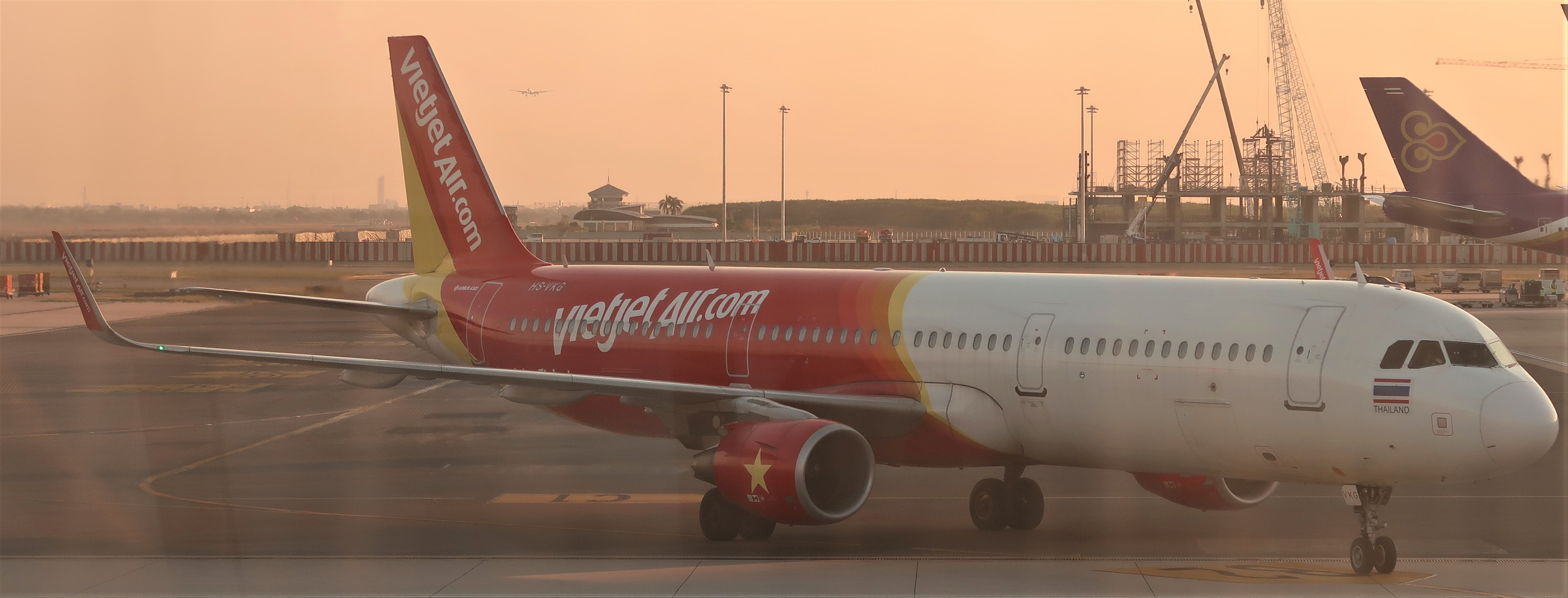
Airbus A321 (HS-VKG) de Thai Vietjet Air stationné à l'aéroport de Suvarnabhumi

Thai Vietjet Air (thaï : ไทยเวียดเจ็ทแอร์) est une compagnie aérienne thaïlandaise à bas prix et une filiale de la compagnie aérienne vietnamienne VietJet Air.

## L'histoire
Thai VietJet Air a reçu son certificat de transporteur aérien en novembre 2014. Le transporteur a commencé ses opérations le 29 mars 2015 depuis son hub de l'aéroport international Suvarnabhumi de Bangkok jusqu'à l' aéroport international de Phuket. La compagnie aérienne prévoit de lancer des services vers Udon Thani plus tard,.
La compagnie aérienne a commencé ses opérations le 5 décembre 2014 avec un vol charter de Bangkok à Gaya.

## Destinations
Inde
- Aéroport de Gaya - Gaya, saisonnier

Thaïlande
- Bangkok - Aéroport international de Suvarnabhumi, Hub
- Chiang Mai - Aéroport international de Chiang Mai
- Chiang Rai - Aéroport international de Chiang Rai
- Krabi - Aéroport international de Krabi
- Pattaya - Aéroport international U-Tapao [4]
- Phuket - Aéroport international de Phuket
- Udon Thani - Aéroport international d'Udon Thani [5]
- Hatyai - Aéroport international de Hat Yai
- Khon Kaen - Aéroport de Khon Kaen
- Nakhon Si Thammarat - Aéroport Nakhon Si Thammarat
- Ubon Ratchathani - Aéroport d'Ubon Ratchathani
- Surat Thani - Aéroport de Surat Thani

Vietnam
- Can Tho - Aéroport international de Can Tho, charter
- Aéroport de Da Lat - Lien Khuong
- Da Nang - Aéroport international de Da Nang [6]
- Ho Chi Minh Ville - Aéroport international de Tan Son Nhat [4]

## Flotte

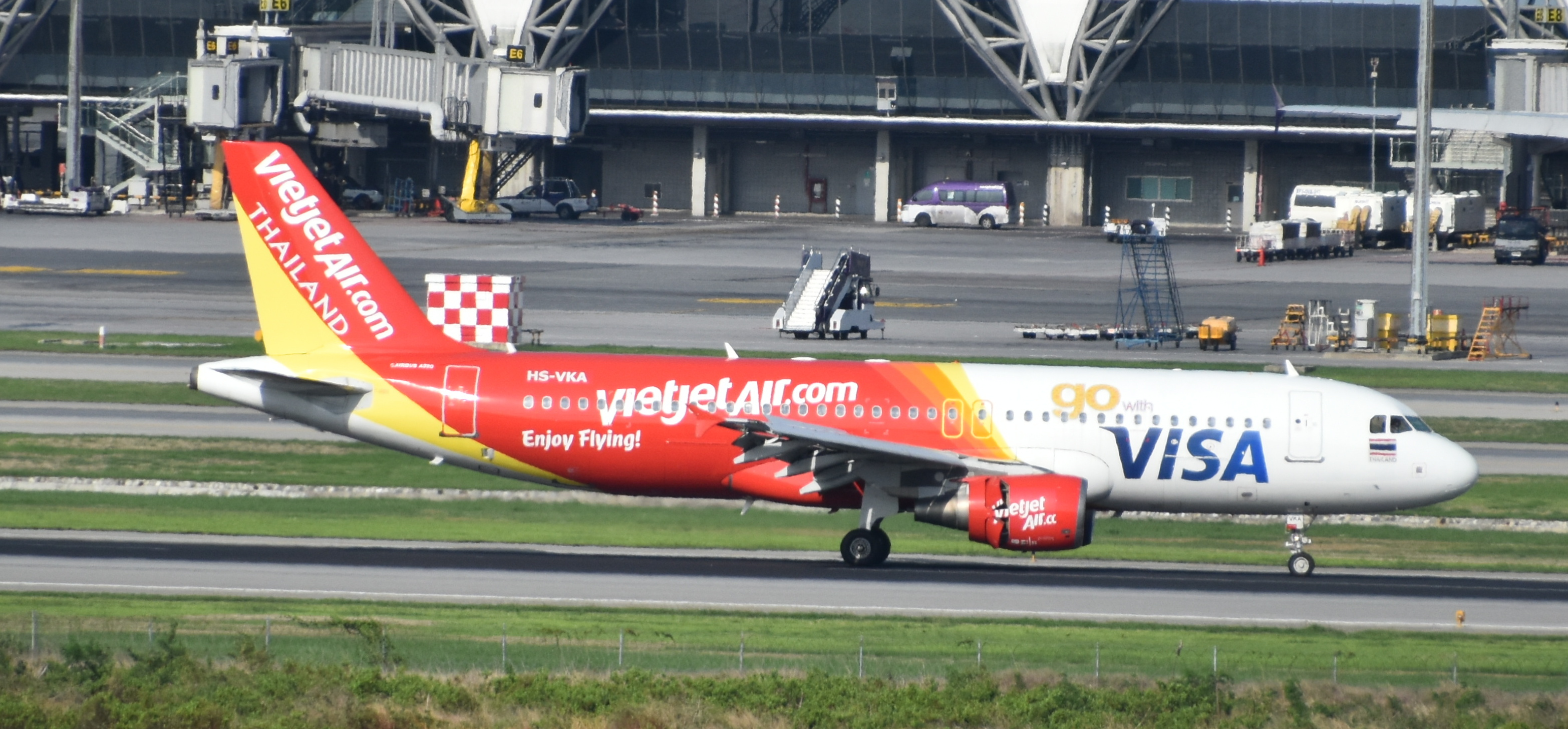
Thai Vietjet Air Airbus A320, l'aéroport de Suvarnabhumi

En mars 2020, la flotte Thai Vietjet Air comprend les appareils suivants: